# Motorblock

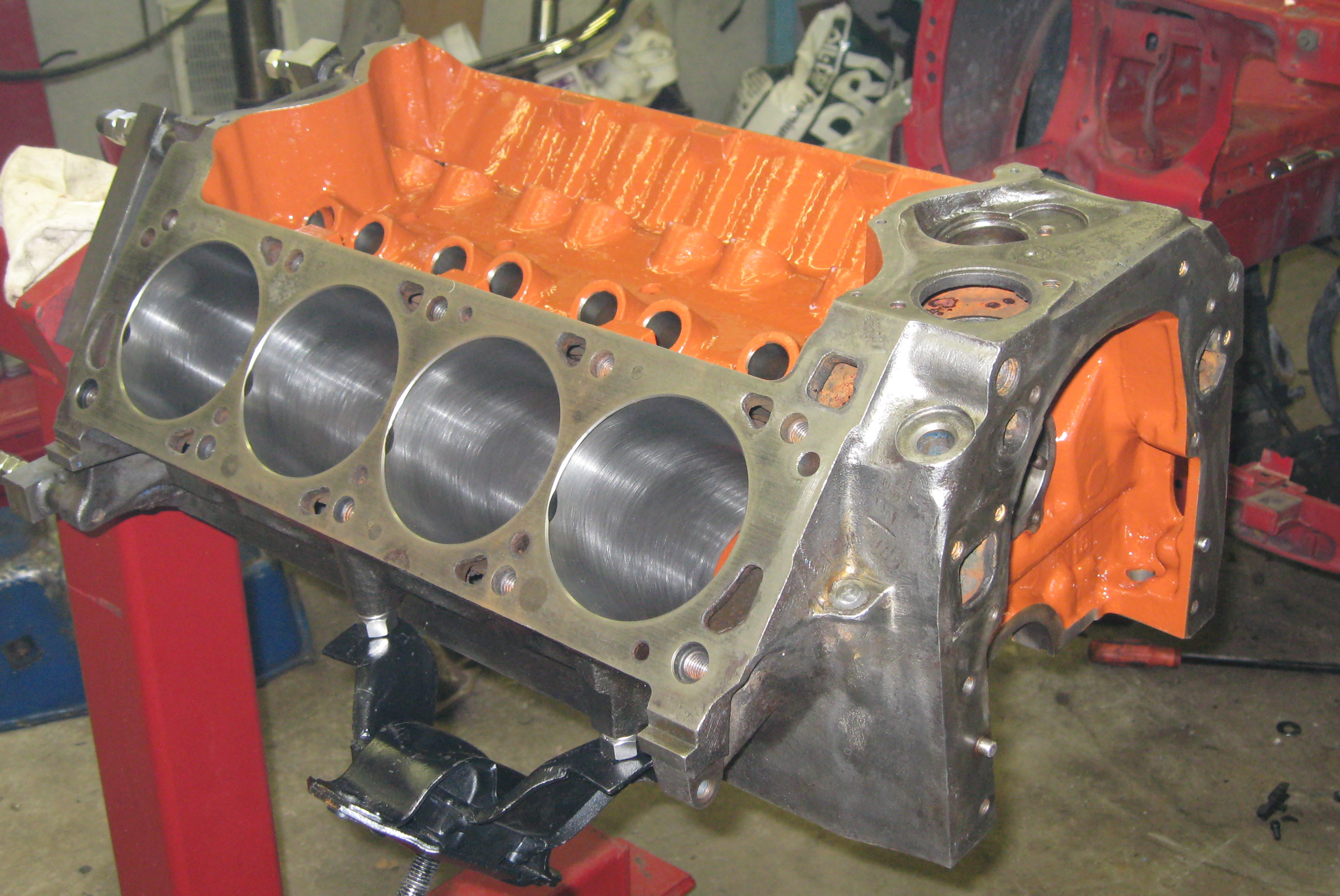
Ett motorblock till en V8-motor av stötstångstyp.

Ett motorblock är ett gjutet vevhus med ramlagerlägen för vevaxel och löstagbar cylinder. Ett cylinderblock är ett gjutet hus i ett stycke med cylindrar, kylvätskekanaler, oljekanaler och vevhus med ramlagerlägen för vevaxel. Vanliga konstruktionsmaterial är gjutjärn och aluminium.